# Parodiopsidaceae
Parodiopsidaceae es una familia de hongos con ubicación taxonómica incierta en la clase Dothideomycetes.

## Géneros
Según el 2007 Outline of Ascomycota, los siguientes géneros se encuentran en Parodiopsidaceae.
- Alina
- Balladyna
- Balladynocallia
- Balladynopsis
- Chevalieropsis
- Cleistosphaera
- Dimeriella
- Dimerium
- Dysrhynchis
- ?Hyalomeliolina
- Leptomeliola
- Neoparodia
- Ophiomeliola
- Ophioparodia
- Parodiellina
- Perisporiopsis
- Pilgeriella
- Scolionema
- Stomatogene